# Elastica
Elastica — британская рок-группа, образовавшаяся в 1992 году в Лондоне, Англия, и исполнявшая альтернативный рок с элементами панк-рока первой британской волны. Elastica выпустила два альбома, первый из которых поднялся на вершину UK Album Charts; три сингла группы входили в первую двадцатку UK Singles Chart.

## История группы
История группы началась летом 1992 года, когда Джастин Фришманн и Джастин Уэлч (англ. Justin Welch), выйдя из Suede, решили собрать собственную группу. Осенью того же года к ним присоединились бас-гитаристка Энни Холланд (англ. Annie Holland) и гитаристка Донна Мэтьюз (экс-The Darling Buds). Сначала состав назывался Vaseline, затем Onk и наконец, с весны 1993 года — Elastica.
Elastica получили известность в 1995 году, когда дебютный альбом Elastica (#1, UK) обеспечил ей репутацию главной надежды британской рок-сцены. Из альбома вышли 4 сингла, наибольший успех из которых имел «Waking Up» (#13 UK, 1995). В дальнейшем, однако, в группе начались проблемы, из состава ушли сначала Энни Холланд, затем Донна Мэтьюз (с основной вокалисткой Джастин Фришманн составлявшая авторский дуэт). Впоследствии Холланд вернулась, а осенью 1998 года к Elastica присоединился новый ведущий гитарист Пола Джонс. В апреле 1999 года ряды пополнила вторая клавишница (составившая тандем с Дейвом Бушем) Шерон Мью из группы Heave.
Многократно откладывавшийся второй альбом Menace вышел лишь в 2000 году, когда интерес к группе остыл окончательно. Год спустя Elastica распались, оставшись в истории образцом талантливой и многообещающей группы, растратившей свой потенциал. Во многом роковую роль тут сыграло повышенное внимание прессы к двум центральным фигурам в группе: Донне Мэтьюз, культивировавшей образ девушки «рискованного образа жизни», и Джастин Фришманн, которая заинтересовала таблоиды, во-первых, происхождением (она — из респектабельной еврейской семьи: Фришманн-старший — один из известных в Британии архитекторов), во-вторых, своими романами: сначала — с Бреттом Андерсоном из Suede, где она была участницей первого состава, затем с Дэймоном Албарном, фронтменом Blur. Кроме того, группа подверглась критике в связи с обвинениями в плагиате, в частности, по отношению к ранним Wire и The Stranglers.

## Дискография

### Альбомы
- Elastica (1995) #1 UK, #66 US
- Elastica EP (1999)
- The Menace (2000) #24 UK
- The Radio One Sessions (2001)

### Синглы
- «Stutter» (1993)
- «Line Up» (1994)
- «Connection» (1995)
- «Waking Up» (1995)
- «Car Song» (1995)
- «Mad Dog God Dam» (2000)
- «The Bitch Don’t Work» (2001)